# Marshall Crenshaw
Marshall Howard Crenshaw (Detroit, 11 de noviembre de 1953) es un músico, cantante y compositor estadounidense, reconocido por sus canciones "Someday, Someway" (Top 40 en 1982), "Cynical Girl" y "Whenever You're on My Mind". Su música tiene raíces en el soul clásico y en Buddy Holly, con quien Crenshaw era comparado a menudo en los primeros días de su carrera, y a quien interpretó en la película biográfica La bamba de 1987.

## Biografía
Nacido en Detroit, Crenshaw actuó en el musical Beatlemanía antes de lanzar su álbum homónimo en 1982. Aunque no pudo repetir el éxito comercial de los discos Marshall Crenshaw y Field Day en sus trabajos posteriores, su obra sigue siendo elogiada por la crítica. También ha realizado composiciones para otros artistas, escribiendo sencillos para Kirsty MacColl y The Gin Blossoms. Una cita de Trouser Press resumió los inicios de la carrera de Marshall Crenshaw: "Aunque al principio se le veía como un Buddy Holly moderno, pronto demostró ser demasiado talentoso y original para ser él mismo".

## Discografía

### Álbumes de estudio
- Marshall Crenshaw (1982)
- Field Day (1983)
- Downtown (1985)
- Mary Jean & 9 Others (1987)
- Good Evening (1989)
- Life's Too Short (1991)
- Miracle of Science (1996)
- #447 (1999)
- What's In The Bag? (2003)
- Jaggedland (2009)

### Álbumes en vivo
- Live …My Truck Is My Home (1994)
- I've Suffered For My Art…Now It's Your Turn (2001)
- Marshall Crenshaw: Greatest Hits Acoustic (2002)
- Live From the Stone Pony (2003)
- Thank You, Rock Fans!! (2017)